# Hanno Müller (Heimatforscher)
Hanno Müller (* 27. Juli 1948; † 23. Dezember 2023) war ein deutscher Heimatforscher und Autor.

## Leben
Hanno Müller recherchierte über Jahrzehnte die Geschichte von Juden in Oberhessen. Beruflich war er von 1971 bis 2002 Mittelschullehrer für Chemie, Physik, Geographie, Geschichte und Astronomie aus Steinbach. Er veröffentlichte ab 1988 vorzugsweise jüdische Familienbücher, als erstes Juden in Steinbach.
Vom Magistrat der Stadt Gießen erhielt er 2018 die Hedwig-Burgheim-Medaille. Von der Stadt Butzbach wurde ihm am 11. Juli 2022 die Bürgermedaille, die höchste Auszeichnung, die die Stadt zu vergeben hat, verliehen. Müller erhielt zudem 2009 den Hessischen Verdienstordens am Bande und wurde 2013 mit dem jüdisch-amerikanischen Obermayer German Jewish History Award geehrt.

## Veröffentlichungen (Auswahl)
- Hanno Müller, Friedrich Damrath (Hrsg.): Juden in Steinbach. Ehgart & Albohn, 2008, ISBN 3-940856-04-5 (eingeschränkte Vorschau in der Google-Buchsuche).
- Familienbuch Butzbach: Judenfamilien in Butzbach und seinen Stadtteilen. Ev. Markus-Kirchengemeinde Butzbach, 2003, ISBN 3-9809778-4-6 (eingeschränkte Vorschau in der Google-Buchsuche).
- Juden in Staufenberg. Ernst Ludwig Chambré-Stiftung, 2022, ISBN 3-96049-100-X (eingeschränkte Vorschau in der Google-Buchsuche).[6]
- Judenfamilien in Hungen und in Inheiden, Utphe, Villingen, Obbornhofen, Bellersheim und Wohnbach
- Hanno Müller (Hrsg.): Juden in Lang-Göns. (eingeschränkte Vorschau in der Google-Buchsuche).
- Juden in Laubach und Ruppertsburg. Hanno Müller, 2015, ISBN 3-87707-979-2 (eingeschränkte Vorschau in der Google-Buchsuche).
- Juden in Lich, Birklar, Langsdorf, Muschenheim und Ettingshausen
- Juden in Gießen 1788–1942, Gießen 2012.
- Juden in Rabenau. Geilshausen, Kesselbach, Londorf, Rüddingshausen - Jüdische Schüler in Grünberg (Hrsg.), Verlag Ernst Ludwig Chambré, 2023.